# Letiště Dortmund
Letiště Dortmund, vlastním jménem: Dortmund Airport 21 (IATA: DTM, ICAO: EDLW), leží na východním okraji města Dortmund, nedaleko městské části Dortmund-Wickede. Nejfrenkventovaněji ho využívá letecká společnost Wizz Air, která odsud přepravuje v rámci Německa nejvíce pasažérů, a dále letecká společnost Ryanair, která do Dortmundu přišla v roce 2013. Letiště Dortmund je po mezinárodním letišti Düsseldorf, letišti Kolín/Bonn v Kolíně nad Rýnem a letišti Weeze, čtvrté největší v spolkové republice Severní Porýní-Vestfálsko.

## Destinace
| Společnost  | Destinace |
| ----------- | --- |
| EasyJet     | Londýn (Londýn-Luton) |
| Germanwings | Mnichov, Palma de Mallorca Sezónní: Heringsdorf-Usedom, Split, Istanbul (Istanbul-Sabiha) |
| Sun Express | Antalya, İzmir |
| Wizz Air    | Bělehrad, Budapešť, Bukurešť, Gdaňsk, Katovice, Kluž (Kluž-Napoca), Craiova, Kyjev (Kyjev-Žuljany), Lvov, Riga [od 31. srpna 2014], Skopje, Sofie, Temešvár, Târgu Mureș, Tuzla, Vilnius, Vratislav, Sibiu [od 26. října 2014], Varšava (Varšava-Chopin) [od 29. března 2015] |
| Germania    | Sezónní: Zonguldak |
| Tailwind    | Sezónní: Antalya |
| Ryanair     | Krakov, Londýn (Londýn-Stansted), Porto, Palma de Mallorca Sezónní: Alghero, Faro, Girona (Girona-Barcelona), Málaga |
| Vueling     | Barcelona |